# Psie Pole (powieść)
Psie Pole – powieść Karola Bunscha z 1953 roku, należąca do cyklu Powieści Piastowskie. Akcja powieści toczy się na początku XII wieku za panowania Bolesława III Krzywoustego. Tłem historycznym jest wojna z cesarzem rzymskim, Henrykiem V, w tym obrona Głogowa i bitwa na Psim Polu. Powieść jest kontynuacją opisu życia zasłużonego w jednej z wypraw na Pomorze woja Przedsława (jednego z bohaterów powieści Zdobycie Kołobrzegu).
Przez kilka dekad była to lektura szkolna (uzupełniająca).

## Opis fabuły
Po wielu latach pomorskiej niewoli, kaleki Przedsław powraca do domu. Jako że większość życia spędził walcząc, ciężko przychodzi mu pogodzić się z nową rzeczywistością. Nie ułatwia mu to nawiązania kontaktu z nienawykłym do ojcowskiej ręki synem Zdzichem, którego nie widział od lat. Przełomem w ich życiu staje się nadanie księcia, który mianuje Przedsława komesem Głogowskim. Pogodzony z kalectwem Przedsław nie zdaje sobie sprawy, że najtrudniejszą bitwę życia ma dopiero przed sobą.